# Main Title (Star Wars)
Main Title est le thème principal de la franchise Star Wars. Il a été composé par John Williams et interprété par l'orchestre symphonique de Londres pour le film Un nouvel espoir sorti en 1977. Il peut être entendu au début et à la fin de chaque film Star Wars (hormis ceux de la série A Star Wars Story), lors de l'apparition du logo Star Wars, puis durant tout le résumé défilant, et enfin lors du générique de fin.

## Concept et création
À l'origine, la musique d'Un nouvel espoir ne devait pas être composée par John Williams. George Lucas s'inspirant du film 2001, l'Odyssée de l'espace de Stanley Kubrick, souhaite utiliser des morceaux de musique classique déjà existants, notamment des morceaux de Maurice Ravel et d'Igor Stravinsky. Les résultats n'étant pas là, Lucas abandonne cette idée. Son ami Steven Spielberg lui présente John Williams qui avait composé la musique de son film Les Dents de la mer, Lucas l'embauche en tant que compositeur pour son nouveau film.
La composition de ce morceau a été influencée par la musique du film Crimes sans châtiment sorti en 1942 et composée par Erich Wolfgang Korngold.
Le thème est joué par Maurice Murphy (trompette solo du London Symphonic Orchestra). Il est le trompettiste solo des musiques de nombreux films: Les dents de la mer, les aventuriers de l'arche perdue, Superman et Alien.

Notes et références
- (en) Cet article est partiellement ou en totalité issu de l’article de Wikipédia en anglais intitulé « Star Wars (Main Title) » (voir la liste des auteurs).

1. ↑  (en) « Main Title (From "Star Wars") », sur Amazon (consulté le 20 août 2018).
2. 1 2 3 4  « Star Wars : la musique de John Williams, formidable porte d'entrée à la musique classique », sur France Musique, 13 décembre 2017 (consulté le 20 août 2018).
3. ↑  (en) Alex Ross, « Listening to “Star Wars” », sur The New Yorker, 1er janvier 2016 (consulté le 20 août 2018).
4. ↑  « Tendez l'oreille ! une curiosité dans le son DU trompettiste de Star Wars », sur France Musique, 15 février 2021 (consulté le 21 février 2025)